# Sérgio Nunes
Sérgio Nunes (Lagoa, 8 de maio de 1982 — Setúbal, 16 de abril de 2001) foi um cantor português.
Iniciou a sua carreira em 1993, destacando-se em vários festivais onde conquistou vários primeiros e segundos lugares. A sua paixão pelo fado levou-o a alcançar o primeiro e terceiro lugares na Grande Noite de Fado do Porto e de Lisboa. A sua presença em programas de televisão como “Os principais” e “Big Show SIC” consolidou a sua popularidade, tendo vencido a final da rubrica “os cantores”.
Em 1997, a editora Lusosom lançou o seu primeiro disco, que incluía o notável tema “Lenda da fonte”, que alcançou o estatuto de disco de prata. No mesmo ano, Sérgio colaborou com vários artistas da editora no projeto “De mãos dadas”. Em 1998, lançou o seu segundo trabalho, “Há Fadista”, novamente com a Lusosom. O ano de 2001 marcou o lançamento do seu CD “Rouxinol da Ribeira”, produzido e acompanhado por Jorge Fernando, com participações especiais de Custódio Castelo e Marino de Freitas. 
Faleceu a 16 de abril de 2001 num acidente de viação, quando se deslocava para Lisboa para conceder duas entrevistas e promover o seu último disco.